# 70e cérémonie des Golden Globes
La 70e cérémonie des Golden Globes, organisée par la Hollywood Foreign Press Association, a eu lieu le 13 janvier 2013 et a récompensé les films et séries diffusés en 2012 et les professionnels s'étant distingués cette année-là. Elle a été présentée par les comédiennes Tina Fey et Amy Poehler qui remplacent Ricky Gervais, et diffusée sur le réseau NBC.
Les nominations ont été annoncées le 13 décembre 2012,.

## Présentateurs et intervenants

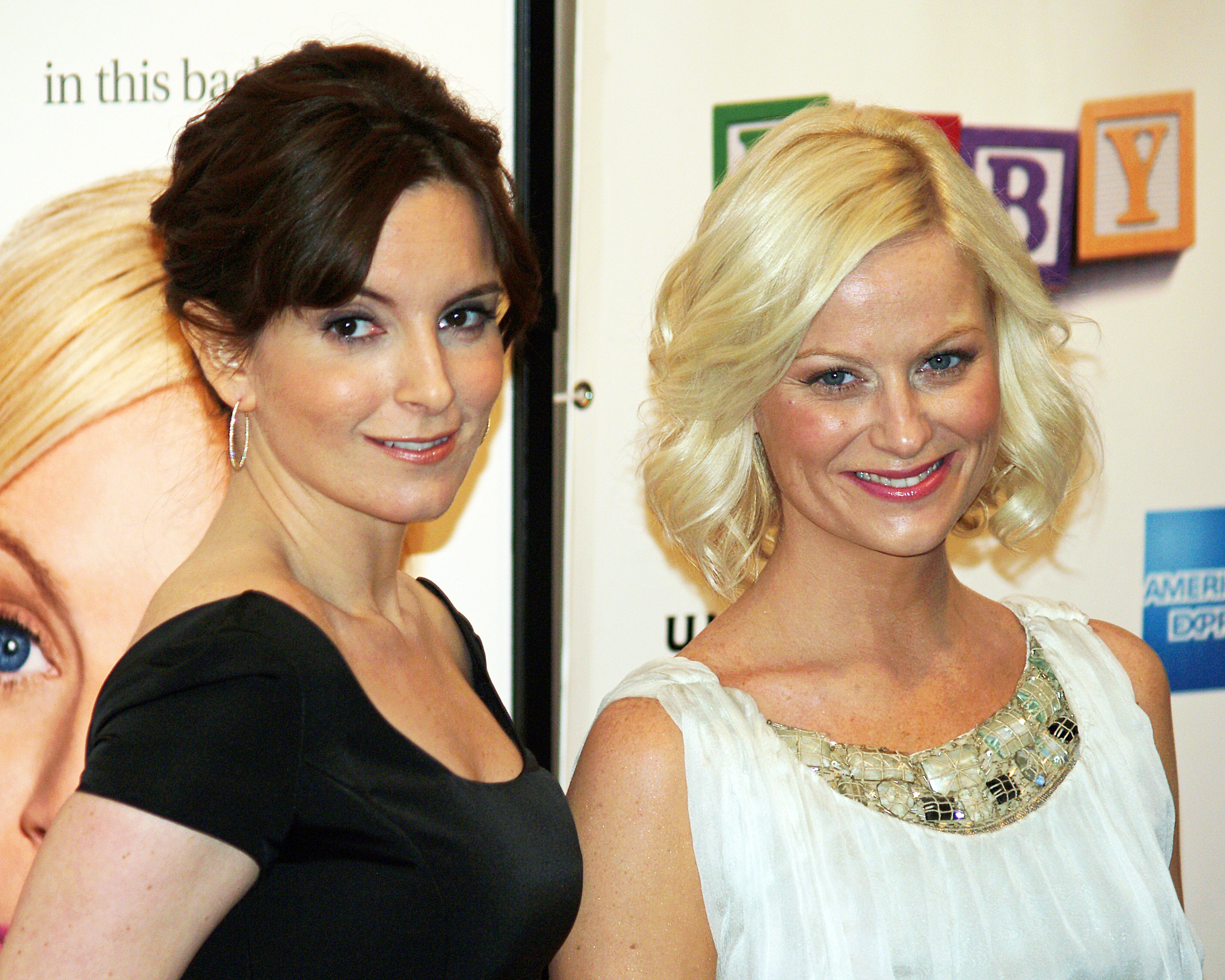
Tina Fey et Amy Poehler, les hôtes de la cérémonie.

- Tina Fey et Amy Poehler, maîtresses de cérémonie

Les personnalités suivantes ont remis des prix lors de la cérémonie :
- Megan Fox et Jonah Hill présentent
Meilleure actrice dans un second rôle
- Don Cheadle et Eva Longoria présentent
Miss Golden Globe
Meilleure actrice dans une mini-série ou un téléfilm
Meilleure mini-série ou meilleur téléfilm
- Christian Bale présente Happiness Therapy
- Josh Brolin présente
Moonrise Kingdom
- Salma Hayek et Paul Rudd présentent
Meilleur acteur dans une série dramatique
Meilleure série dramatique
- Bill Clinton présente
Lincoln
- Jennifer Lopez et Jason Statham présentent
Meilleure musique de film
Meilleure chanson originale
- Kristen Bell et John Krasinski présentent
Meilleur acteur dans un second rôle dans une série, une mini-série ou un téléfilm
- Rosario Dawson présente Indian Palace
- Will Ferrell et Kristen Wiig présentent
Meilleure actrice dans un film musical ou une comédie
- Nathan Fillion et Lea Michele présentent
Meilleure actrice dans une série dramatique
- Jamie Foxx présente Django Unchained
- Bradley Cooper et Kate Hudson présentent
Meilleur acteur dans un second rôle
- Robert Pattinson et Amanda Seyfried présentent Meilleur scénario
- John Goodman et Tony Mendez présentent Argo
- Lucy Liu et Debra Messing présentent
Meilleur acteur dans une série musicale ou comique
- Jessica Alba et Kiefer Sutherland présentent
Meilleur acteur dans une mini-série ou un téléfilm
- Sacha Baron Cohen présente
Meilleur film d'animation
- Jeremy Irons présente Des saumons dans le désert
- Aziz Ansari et Jason Bateman présentent
Meilleure actrice dans une série musicale ou comique
- Robert Downey, Jr. présente Cecil B. DeMille Award
- Jeremy Renner présente Zero Dark Thirty
- Halle Berry présente Meilleur réalisateur
- Jimmy Fallon et Jay Leno présentent
Meilleure série musicale ou comique
- Arnold Schwarzenegger et Sylvester Stallone présentent
Meilleur film étranger
- Jennifer Garner présente Meilleur acteur dans un film musical ou comique
- Dennis Quaid et Kerry Washington présentent Meilleure actrice dans un second rôle dans une série, une mini-série ou un téléfilm
- Liev Schreiber présente L'Odyssée de Pi
- Catherine Zeta-Jones présente
Les Misérables
- Dustin Hoffman présente
Meilleur film musical ou comédie
- George Clooney présente
Meilleur acteur dans un film dramatique
Meilleure actrice dans un film dramatique
- Julia Roberts présente Meilleur film dramatique

## Palmarès

### Cinéma

#### Meilleur film dramatique
- Argo
  - Django Unchained
  - Lincoln
  - L'Odyssée de Pi (Life Of Pi)
  - Zero Dark Thirty

#### Meilleur film musical ou comédie
- Les Misérables
  - Happiness Therapy (Silver Linings Playbook)
  - Indian Palace (The Best Exotic Marigold Hotel)
  - Moonrise Kingdom
  - Des saumons dans le désert (Salmon Fishing In The Yemen)

#### Meilleur réalisateur
- Ben Affleck pour Argo
  - Kathryn Bigelow pour Zero Dark Thirty
  - Ang Lee pour L'Odyssée de Pi (Life Of Pi)
  - Steven Spielberg pour Lincoln
  - Quentin Tarantino pour Django Unchained

#### Meilleur acteur dans un film dramatique
- Daniel Day-Lewis pour le rôle d'Abraham Lincoln dans Lincoln
  - Richard Gere pour le rôle de Robert Miller dans Arbitrage
  - John Hawkes pour le rôle de Mark O'Brien dans The Sessions
  - Joaquin Phoenix pour le rôle de Freddie Quell dans The Master
  - Denzel Washington pour le rôle de Whip Whitaker dans Flight

#### Meilleure actrice dans un film dramatique
- Jessica Chastain pour le rôle de Maya dans Zero Dark Thirty
  - Marion Cotillard pour le rôle de Stéphanie dans De rouille et d'os
  - Helen Mirren pour le rôle d'Alma Reville dans Hitchcock
  - Naomi Watts pour le rôle de Maria dans The Impossible (Lo imposible)
  - Rachel Weisz pour le rôle de Hester Collyer dans The Deep Blue Sea

#### Meilleur acteur dans un film musical ou une comédie
- Hugh Jackman pour le rôle de Jean Valjean dans Les Misérables
  - Jack Black pour le rôle de Bernie Tiede dans Bernie
  - Bradley Cooper pour le rôle de Pat Solitano dans Happiness Therapy (Silver Linings Playbook)
  - Ewan McGregor pour le rôle de Fred Jones dans Des saumons dans le désert (Salmon Fishing In The Yemen)
  - Bill Murray pour le rôle de Franklin D. Roosevelt dans Hyde Park on Hudson

#### Meilleure actrice dans un film musical ou une comédie
- Jennifer Lawrence pour le rôle de Tiffany dans Happiness Therapy (Silver Linings Playbook)
  - Emily Blunt pour le rôle de Harriet Chetwode-Talbot dans Des saumons dans le désert (Salmon Fishing In The Yemen)
  - Judi Dench pour le rôle d'Evelyn Greenslade dans Indian Palace (The Best Exotic Marigold Hotel)
  - Maggie Smith pour le rôle de Jean Horton dans Quartet
  - Meryl Streep pour le rôle de Kay Soames dans Tous les espoirs sont permis (Hope Springs)

#### Meilleur acteur dans un second rôle
- Christoph Waltz pour le rôle du Dr King Schultz dans Django Unchained
  - Alan Arkin pour le rôle de Lester Siegel dans Argo
  - Leonardo DiCaprio pour le rôle de Calvin Candie dans Django Unchained
  - Tommy Lee Jones pour le rôle de Thaddeus Stevens dans Lincoln
  - Philip Seymour Hoffman pour le rôle de Lancaster Dodd dans The Master

#### Meilleure actrice dans un second rôle
- Anne Hathaway pour le rôle de Fantine dans Les Misérables
  - Amy Adams pour le rôle de Mary Sue Dodd dans The Master
  - Sally Field pour le rôle de Mary Todd Lincoln dans Lincoln
  - Helen Hunt pour le rôle de Cheryl dans The Sessions
  - Nicole Kidman pour le rôle de Charlotte Bless dans Paperboy (The Paperboy)

#### Meilleur scénario
- Django Unchained – Quentin Tarantino
  - Argo – Chris Terrio
  - Lincoln – Tony Kushner
  - Happiness Therapy (Silver Linings Playbook) – David O. Russell
  - Zero Dark Thirty – Mark Boal

#### Meilleure chanson originale
- Skyfall interprétée par Adele – Skyfall
  - Not Running Anymore interprétée par Jon Bon Jovi – Stand Up Guys
  - For You interprétée par Keith Urban – Act of Valor
  - Safe & Sound interprétée par Taylor Swift et The Civil Wars – Hunger Games
  - Suddenly interprétée par Hugh Jackman – Les Misérables

#### Meilleure musique de film
- L'Odyssée de Pi (Life Of Pi) – Mychael Danna
  - Anna Karénine (Anna Karenina) – Dario Marianelli
  - Argo – Alexandre Desplat
  - Cloud Atlas – Tom Tykwer, Johnny Klimek et Reinhold Heil
  - Lincoln – John Williams

#### Meilleur film en langue étrangère
- Amour  France  Autriche (en français)
  - De rouille et d'os  France (en français)
  - Intouchables  France (en français)
  - Kon-Tiki  Norvège (en norvégien)
  - Royal Affair (En kongelig affære)  Danemark (en danois)

#### Meilleur film d'animation
- Rebelle (Brave)
  - Les Cinq Légendes (Rise Of The Guardians)
  - Hôtel Transylvanie (Hotel Transylvania)
  - Les Mondes de Ralph (Wreck-it Ralph)
  - Frankenweenie

### Télévision
Note : le symbole « ♕ » rappelle le gagnant de l'année précédente (si nomination).

#### Meilleure série dramatique
- Homeland ♕
  - Boardwalk Empire
  - Breaking Bad
  - Downton Abbey
  - The Newsroom

#### Meilleure série musicale ou comique
- Girls
  - The Big Bang Theory
  - Episodes
  - Modern Family ♕
  - Smash

#### Meilleure mini-série ou meilleur téléfilm
- Game Change
  - The Girl
  - The Hour
  - Hatfields and McCoys
  - Political Animals

#### Meilleur acteur dans une série dramatique
- Damian Lewis pour le rôle de Nicholas Brody dans Homeland
  - Steve Buscemi pour le rôle d'Enoch « Nucky » Thompson dans Boardwalk Empire
  - Bryan Cranston pour le rôle de Walter White dans Breaking Bad
  - Jeff Daniels pour le rôle de Will McAvoy dans The Newsroom
  - Jon Hamm pour le rôle de Don Draper dans Mad Men

#### Meilleure actrice dans une série dramatique
- Claire Danes pour le rôle de Carrie Mathison dans Homeland ♕
  - Connie Britton pour le rôle de Rayna James dans Nashville
  - Glenn Close pour le rôle de Patty Hewes dans Damages
  - Michelle Dockery pour le rôle de Lady Mary Crawley dans Downton Abbey
  - Julianna Margulies pour le rôle d'Alicia Florrick dans The Good Wife

#### Meilleur acteur dans une série musicale ou comique
- Don Cheadle pour le rôle de Marty Kaan dans House of Lies
  - Alec Baldwin pour le rôle de Jack Donaghy dans 30 Rock
  - Louis C.K. pour le rôle de Louie dans Louie
  - Matt LeBlanc pour son propre rôle dans Episodes ♕
  - Jim Parsons pour le rôle de Sheldon Cooper dans The Big Bang Theory

#### Meilleure actrice dans une série musicale ou comique
- Lena Dunham pour le rôle de Hannah Horvath dans Girls
  - Zooey Deschanel pour le rôle de Jess Day dans New Girl
  - Tina Fey pour le rôle de Liz Lemon dans 30 Rock
  - Julia Louis-Dreyfus pour le rôle de Selina Meyer dans Veep
  - Amy Poehler pour le rôle de Leslie Knope dans Parks and Recreation

#### Meilleur acteur dans une mini-série ou un téléfilm
- Kevin Costner pour le rôle de 'Devil' Anse Hatfield dans Hatfields and McCoys
  - Benedict Cumberbatch pour le rôle de Sherlock Holmes dans Sherlock
  - Woody Harrelson pour le rôle de Steve Schmidt dans Game Change
  - Toby Jones pour le rôle d'Alfred Hitchcock dans The Girl
  - Clive Owen pour le rôle d'Ernest Hemingway dans Hemingway & Gellhorn

#### Meilleure actrice dans une mini-série ou un téléfilm
- Julianne Moore pour le rôle de Sarah Palin dans Game Change
  - Nicole Kidman pour le rôle de Martha Gellhorn dans Hemingway & Gellhorn
  - Jessica Lange pour le rôle de sœur Jude dans American Horror Story: Asylum
  - Sienna Miller pour le rôle de Tippi Hedren dans The Girl
  - Sigourney Weaver pour le rôle d'Elaine Barrish dans Political Animals

#### Meilleur acteur dans un second rôle dans une série, une mini-série ou un téléfilm
- Ed Harris pour le rôle de John McCain dans Game Change
  - Max Greenfield pour le rôle de Schmidt dans New Girl
  - Danny Huston pour le rôle de Ben "The Butcher" Diamond dans Magic City
  - Mandy Patinkin pour le rôle de Saul Berenson dans Homeland
  - Eric Stonestreet pour le rôle de Cameron Tucker dans Modern Family

#### Meilleure actrice dans un second rôle dans une série, une mini-série ou un téléfilm
- Maggie Smith pour le rôle de Violet, Comtesse douairière de Grantham dans Downton Abbey
  - Hayden Panettiere pour le rôle de Juliette Barnes dans Nashville
  - Archie Panjabi pour le rôle de Kalinda Sharma dans The Good Wife
  - Sarah Paulson pour le rôle de Nicolle Wallace dans Game Change
  - Sofia Vergara pour le rôle de Gloria Delgado-Pritchett dans Modern Family

### Récompenses spéciales

#### Cecil B. DeMille Award
- Jodie Foster

#### Miss Golden Globe
- Francesca Eastwood

## Statistiques

### Nominations multiples

#### Cinéma
7 : Lincoln
5 : Argo, Django Unchained
4 : Happiness Therapy, Les Misérables, Zero Dark Thirty
3 : The Master, L'Odyssée de Pi, Des saumons dans le désert
2 : De rouille et d'os, Indian Palace, The Sessions

#### Télévision
5 : Game Change
4 : Homeland
3 : Downton Abbey, The Girl, Modern Family
2 : 30 Rock,  The Big Bang Theory, Episodes, Boardwalk Empire, Breaking Bad, Girls, The Good Wife, Hatfields and McCoys, Hemingway & Gellhorn, New Girl, The Newsroom, Political Animals

#### Personnalités
2 : Quentin Tarantino, Hugh Jackman, Nicole Kidman, Maggie Smith

### Récompenses multiples
Légende : Nombre de récompenses/Nombre de nominations

#### Cinéma
3 / 4 : Les Misérables
2 / 5 : Django Unchained, Argo

#### Télévision
3 / 4 : Homeland
3 / 5 : Game Change
2 / 2 : Girls

### Les grands perdants
1 / 7 : Lincoln